# Marc Spautz
Marc Spautz (Esch-sur-Alzette, 10 d'abril de 1963) és un polític luxemburguès. És membre del Partit Popular Social Cristià (CSV), i ocupa un escó a la Cambra de Diputats i el consell comunal de Schifflange.
És fill de Jean Spautz, membre del CSV, diputat i dirigent sindical així com ex-president de la Cambra de Diputats. Marc va seguir els passos del seu pare, convertint-se en un membre del partit CSV el 1981. Ha estat regidor a Schifflange des de l'1 de gener de 1994. Després les eleccions municipals de 2005, el Partit Socialista dels Treballadors (Luxemburg) va guanyar una majoria absoluta i la CSV va abandonar la coalició. Va ser elegit membre de la Cambra de Diputats a l'elecció de 2004, en representació de la circumscripció del Sud.